# Тутанхамон (мини-сериал)
«Тутанхамон» (англ. Tutankhamun) — драматический мини-сериал, основанный на истории открытия гробницы Тутанхамона Говардом Картером. Снят режиссёром Питером Уэббером по сценарию Гая Бёрта.

## Сюжет
Археолог Говард Картер, после многолетних раскопок в Египте приходит к предположению о нахождении гробницы Тутанхамона (KV62). Пройдя через сложности и препятствия, отсутствие средств, запрет на раскопки из-за Первой мировой войны и волнений местного населения против английских властей, Картер всё же упорно продолжает поиски. Только с финансовой помощью лорда Карнарвона, учёный находит гробницу там, где, по мнению его коллег-археологов, не может быть обнаружено ничего нового. Неожиданно для всех, гробница оказывается не тронутой грабителями.

## Неточности

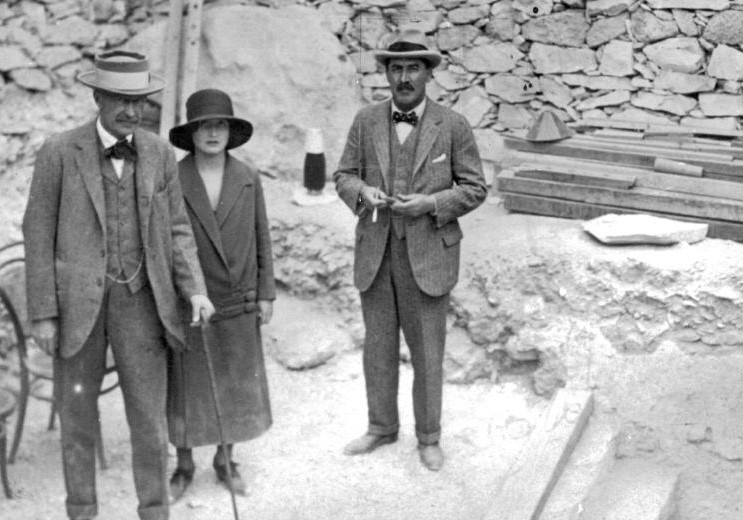
Историческая фотография: лорд Карнарвон, леди Эвелин и Говард Картер у ступеней, ведущих ко входу в гробницу Тутанхамона в ноябре 1922 года.

История открытия сокровищницы Тутанхамона разворачивается на фоне любви между дочерью лорда Карнарвона леди Эвеленин и Говардом Картером. Исторические источники не подтверждают эту романтическую историю, которая была придумана сценаристами для увеличения зрительского интереса. Ради этих же целей Картер, которому к моменту находки гробницы было 46 лет, в сериале показан молодым человеком не более 30-ти лет от роду.

## В ролях
- Макс Айронс — Говард Картер
- Сэм Нилл — лорд Карнарвон
- Эми Рен — Эвелин Карнарвон
- Кэтрин Стедман — Мэгги Льюис
- Николя Бокер — Пьер Лакау
- Джонатан Арис — Герберт Уинлок
- Руперт Ванситтарт — Флиндерс Питри
- Леон Клингман — Артур Круттенден Мейс

## Эпизоды
| № | Название                       | Режиссёр     | Сценарист | Дата показа в США | Зрители США (млн.) |
| - | ------------------------------ | ------------ | --------- | ----------------- | ------------------ |
| 1 | ««Эпизод 1.1»» ««Episode 1.1»» | Питер Веббер | Гай Берт  | 16 октября 2016   | 6.65               |
| 2 | ««Эпизод 1.2»» ««Episode 1.2»» | Питер Веббер | Гай Берт  | 23 октября 2016   | 5.65               |
| 3 | ««Эпизод 1.3»» ««Episode 1.3»» | Питер Веббер | Гай Берт  | 30 октября 2016   | 5.40               |
| 4 | ««Эпизод 1.4»» ««Episode 1.4»» | Питер Веббер | Гай Берт  | 6 ноября 2016     | 5.08               |